# Sandra Graf
Sandra Graf, née le 9 décembre 1969 est une athlète suisse handisport, médaillée de bronze aux Jeux paralympiques de Pékin en 2008,  médaillée d'or et de bronze aux Jeux paralympiques de Londres en 2012, 8 fois vice-championne du monde et 7 fois vice-championne d'Europe.

## Biographie
Sandra Graf représente la Suisse aux Jeux paralympiques de Sydney en 2000, en 2004 à Athènes, en 2008 à Pékin, en 2012 à Londres et en 2016 à Rio. Elle remporte la médaille de bronze en marathon à Pékin, et 4 ans plus tard la médaille de bronze au marathon et la médaille d'or au contre la montre individuel en cyclisme à Londres.
Sandra Graf est choisie comme porte-drapeau suisse pour les Jeux paralympiques de Rio en 2016.

## Palmarès

### Jeux paralympiques
- 2008 - Pékin
  -  Médaille de bronze, marathon

- 2012 - Londres
  -  Championne, contre la montre individuel en vélo
  -  Médaille de bronze, marathon